# Associação dos Cidadãos Unidos de Macau
Die Associação dos Cidadãos Unidos de Macau (portugiesisch für Verband der vereinigten Bürger Macaus, chinesisch 澳門民聯協進會) ist eine politische Partei in der Sonderverwaltungszone Macau der Volksrepublik China. Seit der Parlamentswahl 2017 verfügt die Partei über zwei Sitze in der Gesetzgebenden Versammlung von Macau.

## Organisation
Zur Parlamentswahl 2017 trat die Partei mit zwei Wahllisten an. Neben ihrer bisherigen Wahlliste mit dem Namen Associação dos Cidadãos Unidos de Macau gehörte auch die Wahlliste mit dem Namen Associação dos Cidadãos para o Desenvolvimento de Macau zu der Partei. Hinter beiden Wahllisten steht aber eigentlich wie bei den meisten Parteien in Macau eine Organisation, in diesem Fall die Aliança de Povo de Instituição de Macau (portugiesisch für Volksallianz Macaus, chinesisch 民眾建澳聯盟).

## Geschichte
Die Partei trat bei der Parlamentswahl 2005 erstmals an und erhielt aus dem Stand 20.695 Stimmen, was 16,58 % der Gesamtstimmen entspricht. Als Organisation hat sich die Partei allerdings erst am 1. Mai 2008 formiert. Dadurch erhielt die Partei zwei Sitze in der Gesetzgebenden Versammlung von Macau und behielt diese Anzahl bis zur Parlamentswahl 2013, wo sie mit 26.385 Stimmen und einem Anteil von 18,02 % zur stärksten Partei aufstieg. Bei der Parlamentswahl 2017 traten für die Partei nicht nur die bisherige Wahlliste Associação dos Cidadãos Unidos de Macau an; neben dieser Wahlliste gehörte auch die Wahlliste mit dem Namen Associação dos Cidadãos para o Desenvolvimento de Macau der Partei. Diese Aufteilung hatte vorwiegend praktische Gründe, da dieses Aufteilen bei dem geltenden Wahlrecht das Erlangen von zwei Mandaten vereinfachte. Beide Wahllisten werden allerdings hier als Associação dos Cidadãos Unidos de Macau zusammengefasst. Über beide Wahllisten wurde je ein Abgeordneter in die Gesetzgebende Versammlung gewählt, sodass die Partei insgesamt einen Sitz einbüßen musste. Auf beide Wahllisten entfielen insgesamt 24.982 Stimmen, was einem Anteil von 14,47 % entspricht.

## Ausrichtung
Die Partei setzt sich für das Prinzip „Ein Land, zwei Systeme“ ein. Zum einen soll dieses Prinzip das nationale Zugehörigkeitsgefühl Macaus zur Volksrepublik China stärken, zum anderen soll das politische System weiterhin die kapitalistischen und demokratischen Freiheiten umfassen. Die Partei betont neben chinesischem Patriotismus aber auch das Recht Macaus, gewisse Autonomierechte zu besitzen. Insbesondere das aktuelle Wirtschaftssystem soll beibehalten werden, um das Glücksspiel in Macau auch in Zukunft erlaubt zu lassen. Die Partei unterstützt das Glücksspiel und die Geschäfte der Spielbanken wegen der Ansicht, dass die Wirtschaftskraft in Zukunft allen Menschen Wohlstand beschaffen kann. Allgemein wird die Partei mit ihrem Programm dem Pro-Peking-Lager zugerechnet; neben chinesisch-konservativen Positionen hebt sich die Partei allerdings auch mit sozialdienstlichen Leistungen außerhalb der politischen Arbeit hervor.
Die Partei steht in direkter Verbindung zu der Organisation Aliança de Povo de Instituição de Macau. Die Aliança de Povo de Instituição de Macau ist die Interessenvertretung der aus der Provinz Fujian stammenden Einwanderer in Macau, sodass insbesondere die Interessen dieser Einwanderer von der Partei vertreten werden. Die Unterstützung für die Associação dos Cidadãos Unidos de Macau durch diese Einwanderergruppe ist dementsprechend hoch.

## Kritik
Bei der Parlamentswahl 2013 wurde die Partei in einen Bestechungsskandal verwickelt. In diesem Zusammenhang wurden zwei Personen zu Haftstrafen verurteilt. Auch gegen Abgeordnete der Partei lag ein Verdacht vor, die Abgeordneten genießen allerdings Immunität und sind dadurch Abgeordnete geblieben.